# Alexander Sergejewitsch Lukomski

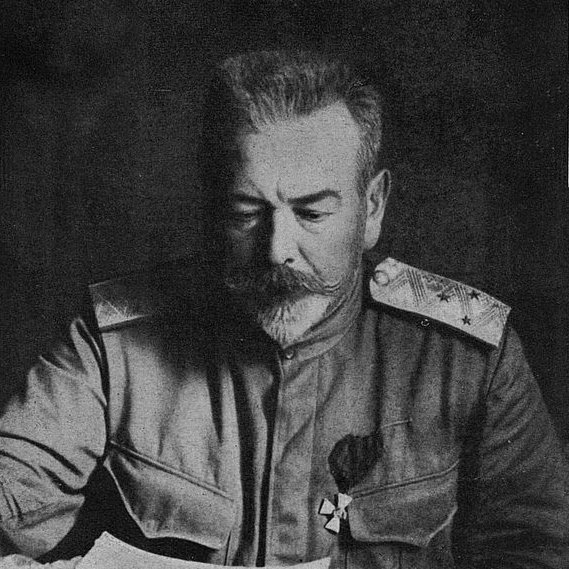
Alexander Lukomski

Alexander Sergejewitsch Lukomski (russisch Александр Сергеевич Лукомский, wiss. Transliteration Aleksandr Sergeevič Lukomskij; * 10. Juli 1868; † 25. Januar 1939 in Paris) war ein russischer Offizier im Rang eines Generalleutnants. Während des Ersten Weltkrieges kämpfte er für die Kaiserlich Russische Armee.

## Leben
Lukomski absolvierte 1885 das Poltava Kadettencorps und begann dann seine Ausbildung zum Militär-Ingenieur an der Nikolajewski-Militärakademie für Ingenieurswesen, der jetzigen Militärischen ingenieurtechnischen Universität (Wojenny inschenerno-technitscheski uniwersitet). Am 11. August 1888 wurde er zum Secondeleutnant befördert. Im Jahr 1897 schloss er sein Studium an der Nikolajewer-Generalstabsakademie ab und wurde am 19. Mai 1897 „wegen hervorragender Erfolge“ zum Hauptmann befördert.
Am 6. April 1903 wurde er zum Oberstleutnant und am 22. April 1907 zum Oberst befördert. Am 4. Dezember 1907 wurde er zum Stabschef der 42. Infanterie-Division ernannt. Am 6. Dezember 1910 erfolgte seine Beförderung zum Generalmajor (mit Dienstalter ab 14. April 1913) und seine Ernennung zum Leiter der Mobilmachungsabteilung im Kriegsministerium. Am 8. November 1914 wurde er aufgrund seiner Leistungen zum Generalleutnant befördert (Dienstalter erst am 14. April 1919). Im Juni 1915 wurde er zum Assistenten des Kriegsministers ernannt.
Am 2. April 1916 übernahm er das Kommando über die 32. Infanterie-Division, an deren Spitze er in Bessarabien kämpfte und an der Brussilow-Offensive teilnahm. Am 15. Juli 1917 wurde ihm der St. Georgs-Orden 4. Klasse verliehen.
Am 14. Oktober 1916 wurde er zum Stabschef der 10. Armee ernannt, übernahm jedoch bereits am 21. Oktober den Posten des Generalquartiermeisters im Hauptquartiers des Oberbefehlshabers.  Zusammen mit General W. I. Gurko entwickelte er einen Feldzugsplan für 1917, der einen Hauptschlag an der Rumänischen Front vorsah, der jedoch aufgrund von Einwänden der Generäle N. W. Russki und A. J. Ewert abgelehnt wurde. Am 2. April 1917 wurde er zum Kommandeur des 1. Armeekorps ernannt, ab 2. Juni 1917 fungierte  er als Stabschef des neuen Oberbefehlshabers. Im August 1917 unterstützte er General Lawr Kornilow (1870–1918) und wurde am 14. September wegen seiner Teilnahme am Kornilow-Putsch zusammen mit diesem in Mogilew festgenommen und im Gefängnis von Bychow inhaftiert. Beide Generale konnten später gemeinsam aus dem Gefängnis entkommen.
Mit der Bahn nach Nowotscherkassk transferiert, half er den Generälen M. W. Alexejew bei der Bildung der Freiwilligenarmee. Lukomski wurde im Russischen Bürgerkrieg einer der ersten Organisatoren der Freiwilligenarmee und fungierte von Dezember 1917 bis Februar 1918 als deren Generalstabschef. Ab Oktober 1918 war er Vorsitzender der Sonderversammlung unter dem Oberbefehlshaber der Streitkräfte Südrusslands (AFSR). In seinen politischen Ansichten war er ein gemäßigter Monarchist. Am 8. Februar 1920 wurde er als Befürworter der Ernennung von General Pjotr Nikolajewitsch Wrangel zum Oberbefehlshaber auf Befehl von General Denikin suspendiert und emigrierte dann im März 1920 ins Ausland. 
Seine Erinnerungen erschienen 1922.

## Sonstiges
Seine Person liefert eine der Figuren für das Theaterstück Weiter … weiter … weiter … von Michail Schatrow.

## Werke
- Memoirs of the Russian Revolution. Übersetzung von Mrs. Vitali. Allen and Unwin, London 1922. (Wiederauflage: Hyperion, Westport, CT 1975)
- Očerki iz moej žizni. Vospominanija. Ajris-press, Moskva 2012, ISBN 978-5-8112-4483-6.